# Redemption (gruppo musicale)
I Redemption sono un supergruppo musicale progressive metal statunitense formatosi nel 2000 a Los Angeles, comprendente ex-membri dei Fates Warning e dei Prymary.

## Storia del gruppo

### Le origini e i primi dischi (2000 - 2006)
Capeggiata dal chitarrista Nick van Dyk, la band inizialmente comprendeva Rick Mythiasin (ex-Steel Prophet) al microfono, Bernie Versailles (Fates Warning) alla chitarra e Jason Rullo (Symphony X) alla batteria, con Michael Romeo che si occupava degli arrangiamenti sinfonici e delle tastiere.

#### L'accordo con Sensory Records
Nel 2001 la band siglò un accordo discografico della validità di due album con l'etichetta indipendente Sensory Records; il primo disco pubblicato per la Sensory segnò anche il vero e proprio debutto della band progressive metal: Redemption uscì nel 2003, a due anni di distanza dall'ingresso della formazione losangelina nella nuova casa discografica.
I primi avvicendamenti nel gruppo si ebbero già poco dopo l'uscita del primo, omonimo, album: Mythiasin lasciò nel 2003 e Corey Brown dei Magnitude 9 intervenne e partecipò a concerti con la band, mentre i componenti di un'altra band progressive metal statunitense, i Prymary - ovvero il batterista Chris Quirarte, il bassista James Sherwood e il tastierista Smiley Sean -, vennero reclutati da van Dyk per dare nuova linfa al gruppo e per sopperire agli impegni di Rullo con i Symphony X, che gli impedivano di presenziare stabilmente nei tour dei Redemption.

#### La nuova formazione eThe Fullness of Time(2005)
Ray Alder dei Fates Warning, che aveva cantato sulla traccia Desperation - Part II nell'album di debutto della band, accettò di diventare a tempo pieno la voce dei Redemption, cominciando da The Fullness of Time del 2005. La formazione che prende parte alle registrazioni del secondo album diviene quella stabile dei Redemption, ed include i sopracitati ex-membri dei Prymary, il confermato Bernie Versailles alla chitarra e, appunto, il neo-entrato Ray Alder al microfono.
The Fullness of Time segna già una prima svolta per il gruppo di Los Angeles, che dal punto di vista lirico include tematiche più personali rispetto ai racconti in terza persona che avevano caratterizzato il disco di debutto. La scelta tematica, ispirata dalle vicende personali del principale compositore della band, Nick van Dyk, e aperta a questioni filosofiche come il rapporto tra l'individuo e la società, o tra l'individuo ed un altro essere umano, diverrà preponderante anche per le uscita future della band.
Il disco incontra il largo apprezzamento della critica: le testate online statunitensi Blabbermouth e Metal Storm lo qualificano rispettivamente come uno dei migliori album dell'anno (si sottintende all'interno della scena progressive metal) e "un capolavoro"; le italiane Metal.it e Metallized parlano di album "impeccabile sotto ogni punto di vista" e dal "carattere ancor più personale e peculiare" rispetto a quanto mostrato con il disco di debutto nel 2003.

### Il passaggio a InsideOut Music e la consacrazione (2007 - 2009)

#### The Origins of Ruine il primo album dal vivo (2007)
I Redemption, con la pubblicazione di Redemption e The Fullness of Time, hanno di fatto concluso il loro accordo con la casa discografica che ha permesso il loro debutto, l'indipendente Sensory Records, e si apprestano a cercare la consacrazione sulla scena progressive metal internazionale firmando un accordo della validità di tre album con InsideOut Music, casa discografica tedesca in seguito acquisita dal gruppo Century Media Records.
Prima di dare il via alle registrazioni di un nuovo album in studio, la band si trova costretta a salutare il bassista James Sherwood, che abbandona i compagni per dedicarsi ad altri progetti musicali. Sean Andrews prende il suo posto, e le registrazioni del nuovo album The Origins of Ruin prendono il via con il produttore Tony Newton a Los Angeles.
Con la pubblicazione di The Origins of Ruin nel 2007, la band si fa notare dal batterista dei Dream Theater Mike Portnoy, che invita i Redemption come band di supporto durante il tour promozionale di Systematic Chaos, pubblicato dai Dream Theater nel giugno di quello stesso anno. Se i primi due album avevano già incontrato i favori della critica, la serie di concerti in Nord America con i ben più blasonati Dream Theater porta i Redemption a farsi notare come uno dei gruppi progressive metal più acclamati del genere, ponendosi appena sotto, in termini di popolarità, ai più grandi nomi del genere, tra cui i già menzionati Dream Theater, Fates Warning (da cui provengono alcun membri), Porcupine Tree, Symphony X, Pain of Salvation e altri.
Il 5 ottobre 2007 la band suona all'ottava edizione del ProgPower Festival di Atlanta, intitolata ProgPower VIII. In quell'occasione, la loro performance viene registrata per la realizzazione, in DVD e audio CD, del primo album dal vivo della band; il disco, intitolato Frozen in the Moment - Live in Atlanta, non uscirà fino a due anni più tardi, il 3 marzo 2009, segnalandosi per essere ancora oggi l'unico disco dal vivo del gruppo contenente la lunga suite Sapphire, estratta da The Fullness of Time, che con i suoi 16 minuti di durata viene raramente suonata nei concerti.
Poco dopo aver terminato il missaggio audio del live album, il gruppo di Los Angeles inizia la scrittura del suo quarto disco in studio.
Il 26 settembre 2011 è uscito il nuovo full-length This Mortal Coil.

### L'ingresso di Tom Englund (2017 - oggi)
Nel dicembre 2022, la band annuncia un nuovo disco in studio, intitolato I Am the Storm, previsto per il marzo dell'anno successivo, anticipandone la pubblicazione con l'omonimo singolo distribuito da AFM Records.

## Formazione
Attuale
- Tom S. Englund – voce
- Nick van Dyk – chitarra solista e ritmica, tastiera
- Bernie Versailles – chitarra solista
- Sean Andrews – basso
- Chris Quirarte – batteria

Ex componenti
- Rick Mythiasin – voce (2003)
- Corey Brown - voce (2003-2004)
- Jason Rullo – batteria (2003)
- Mark Zonder – batteria (2003)
- James Sherwood – basso (2005)
- Ray Alder – voce (2004-2016)

## Discografia

### Album in studio
- 2003 – Redemption
- 2005 – The Fullness of Time
- 2007 – The Origins of Ruin
- 2009 – Snowfall on Judgement Day
- 2011 – This Mortal Coil
- 2016 – The Art of Loss
- 2018 – Long Night's Journey Into Day

### Album dal vivo
- 2009 – Frozen in the Moment - Live in Atlanta
- 2014 – Live from the Pit
- 2020 – Alive in Color